# Поверхневе водовідведення
Поверхне́ве водовідве́дення (також дренаж — від фр. чи англ. drainage) — поширений метод водовідведення на промислових та жилих територіях, де необхідне відведення дощової, талої та іншої надмірної (наприклад, на автомийці) вологи. Нормативно система поверхневого водовідведення визначається як система для збору та відведення поверхневих стічних вод із улаштуванням відповідних споруд залежно від кліматичних, гідрологічних умов та рельєфу.

## Призначення
Поверхневий дренаж є найважливішою умовою для захисту фундамента споруд, підвальних (підземних) і цокольних приміщень, а також території ділянки від надмірної вологи. Для влаштування дренажу розробляється проект, що визначає місце розташування дрен, глибину їх залягання, конструкцію, ухили, пристрій укосів каналів, підбір комплектуючих виробів і матеріалів, можливість сполучення окремих елементів дренажної системи. Найбільш ефективно поєднання поверхневого і глибинного дренажу.
Поверхневе водовідведення найбільш затребувано в місцях з близьким заляганням ґрунтових вод, здатних призвести до перезволоження території.

## Типи і принципи поверхневого дренажу

### Точковий та лінійний дренаж
Існує два основних принципи поверхневого дренажу: точковий і лінійний. Точковий дренаж використовується для збору локальних джерел води, призначення лінійного дренажу — організувати збір зайвої води зі значної площі. Найраціональнішим є поєднання двох цих систем. Це дозволяє знизити протяжність каналів зливової каналізації і зменшити обсяг земляних робіт.

### Точковий дренаж
Для локального збору дощових і талих вод застосовується точковий дренаж. Точкові дренажні пристрої встановлюються під водостоками, в придверних приямках, під поливальними кранами та в інших місцях, де необхідний локальний збір води. Крім того, точковий водозбір може доповнити систему лінійного дренажу в місцях, де потрібне швидке і ефективне водовідведення з поверхні (в'їзди, майданчики, доріжки перед будинком, тераси).
Для організації точкового дренажу застосовуються такі пристрої як: дощоприймач, зливні водовідводи, трапи.

### Лінійний дренаж
Лінійний дренаж являє собою систему заглиблених дренажних каналів, бетонних каналів та дощоприймачів (пісковловлювачів), в яких затримується винесений потоком води пісок і дрібне сміття та за допомогою яких відбувається підключення до системи дощової каналізації. Зверху лінійний дренаж закривається знімними захисно-декоративними решітками. Такі решітки перешкоджають потраплянню в систему сміття та листя, забезпечують безпеку переміщення пішоходів і транспорту. Дренажні канали зазвичай виготовляються з таких матеріалів як бетон, полімербетон, пластик (ПВХ, ПНД, поліпропілен , АБС).

## Виробники
- Гідроліка
- АСО
- Hauraton
- Kamp-eu